# ʿAbdarisch

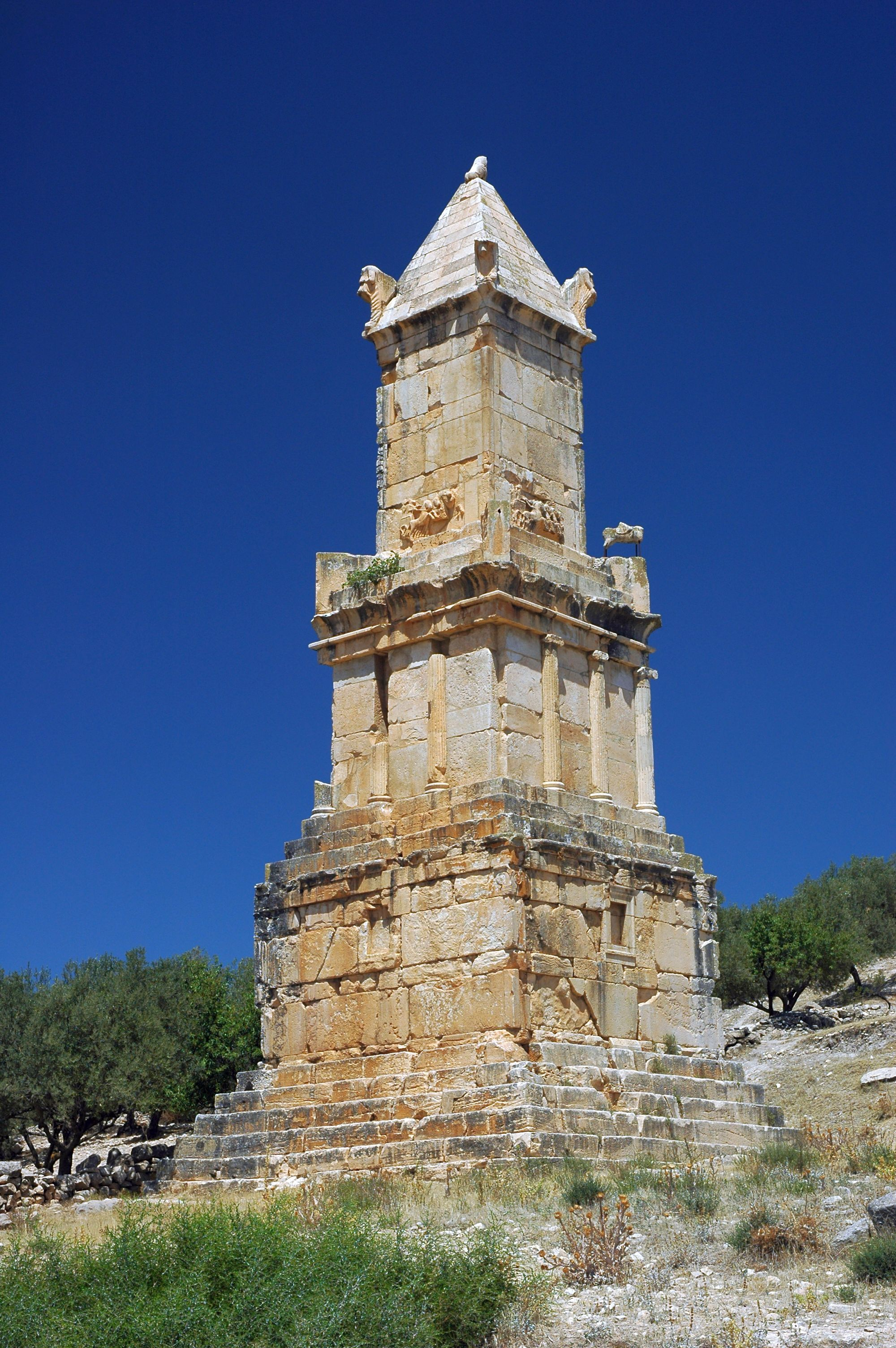
Das Grabmal im Jahr 2008

ʿAbdarisch, Sohn des ʿAbdʿaschtart, war ein numidischer Steinmetz. Er war im 2. Jahrhundert v. Chr. in Thugga tätig. ʿAbdarisch ist neben mehreren anderen Künstlern und Handwerkern auf einer numidisch-punischen Bilingue erwähnt, die in Thugga gefunden wurde. Auf der Bilingue sind des Weiteren Aṭban, wohl Architekt, die Steinmetze Zimer und Managai, ihre Assistenten Zazai, Tamôn und Warsakan, die Zimmerleute Masidil und Ankan sowie die Eisenhandwerker Schafot und Papai verzeichnet.